# Малый Дунай
Малый Дунай, Дунайский канал (словац. Malý Dunaj) — река в западной Словакии, рукав Дуная. Длина реки — 128 километров. Среднегодовой сток (регулируется шлюзами) — 19,3 м³/с в Братиславе, 27,8 м³/с в нижнем течении. Малый Дунай ответвляется от Дуная у Братиславы, течёт к северу от Дуная параллельно ему, пока не впадает в левый приток Дуная, Ваг, тем самым образуя самый большой речной остров в Европе — Житный остров. Главный приток — Чьерна-Вода. На слиянии Малого Дуная с Вагом стоит город Коларово (бывший Гута).

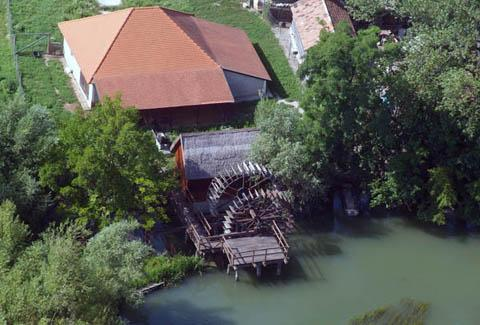
Водяная мельница в деревне Ягодна

Малый Дунай — любимое место сплава жителей Братиславы. Он подходит для рафтинга для начинающих и семей с детьми благодаря слабому течению и постоянному уровню воды. На реке сохранилось четыре исторические водяные мельницы.